# インドの地理
インドの地理（インドのちり）は多様性に富み、その景色も冠雪した山岳地帯・砂漠・平野・雨林・丘陵・高原とさまざまである。インドはゴンドワナ大陸のインド=オーストラリアプレートの北側が分離移動したインドプレート上に位置するインド亜大陸のほぼ全域を占める。インドの陸地はほとんどがインド洋に突き出した南アジアの半島上にあり、南西をアラビア海に、南東をベンガル湾に区切られて7000kmの海岸線をもつ。
北インド・中央インドはほぼ全域に肥沃なヒンドゥスターン平野が広がり、南インドのほぼ全域はデカン高原が占める。国土の西部には岩と砂のタール砂漠があり、東部と北東部の国境地帯は峻険なヒマラヤ山脈が占める。インドが主張するインド最高点はパキスタンと係争中のカシミール地方にあるK2峰（標高8,611m）である。確定した領土の最高点はカンチェンジュンガ峰（同8,598m）である。気候は南端の赤道地帯からヒマラヤの高山地帯まで多様性に富む。
インドは北西部でパキスタンやアフガニスタンと国境で接し、北部では中華人民共和国・ブータン・ネパール、東部ではミャンマーと国境を接し、バングラデシュはインドの西ベンガル州と国境を画する。インド南方の島嶼国家のスリランカ・モルジブ・インドネシアとは領海を接する。スリランカは狭いポーク海峡とマンナル湾でインドと隔てられる。インドは28の州と7の連邦直轄地に分割される。この行政区画は地理的条件より言語や民族による境界に根ざしている。

## 位置と領域

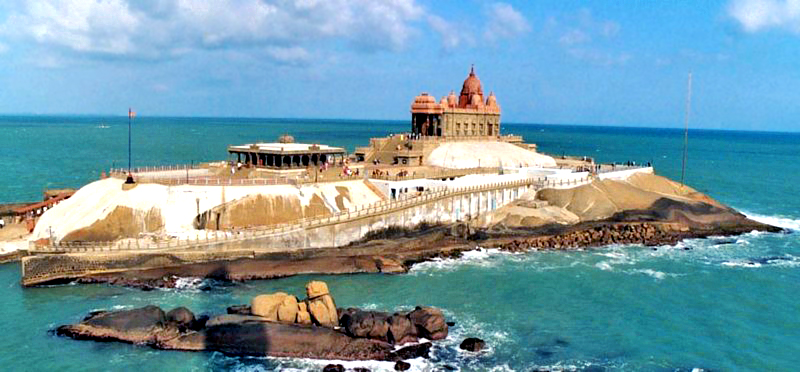
カンニヤークマリはインド本土の最南端である。

インドは北緯8度4分-37度6分、東経68度7分-97度25分に位置する。陸地総面積3,287,263平方kmは世界第7位である。国土の北端から南端までの距離は3,214km、東端から西端までは2,993kmである。国境線は総延長15,200km、海岸線は同7,517kmである。
インド本土は南東側をベンガル湾、南側をインド洋、南西側をアラビア海に囲まれる。コモリン岬はインド半島の最南端にあり、ここで細くなった陸地はインド洋に消える。インド領の最南端はベンガル湾に浮かぶアンダマン・ニコバル諸島のインディラ岬である。インドの領海は領土が確定した基線から12海里である。

## 領土と行政区
インドは28州と7連邦直轄地に分割され、州はさらに県に細分化される。各州は選挙による議会制の政府をもつが、連邦直轄地は連邦政府が指名した知事が統治する。
インドとパキスタンはジャンムー・カシミール州の領有を主張し、それぞれ一部を統治している。インドはまた中国が実効支配するアクサイチンというラダックの一部地域の領有も主張している。一方中国は、インドのアルナーチャル・プラデーシュ州の主権を主張している。

## 地形学上の領域
地形学上インドは次の7地域に分類される。
1. カラコルム山脈、東西のヒマラヤ山脈など北部山岳地帯
2. ヒンドゥスターン平野
3. タール砂漠
4. 中央高地とデカン高原
5. 東海岸
6. 西海岸
7. 領海と島嶼部[3]

### 山岳

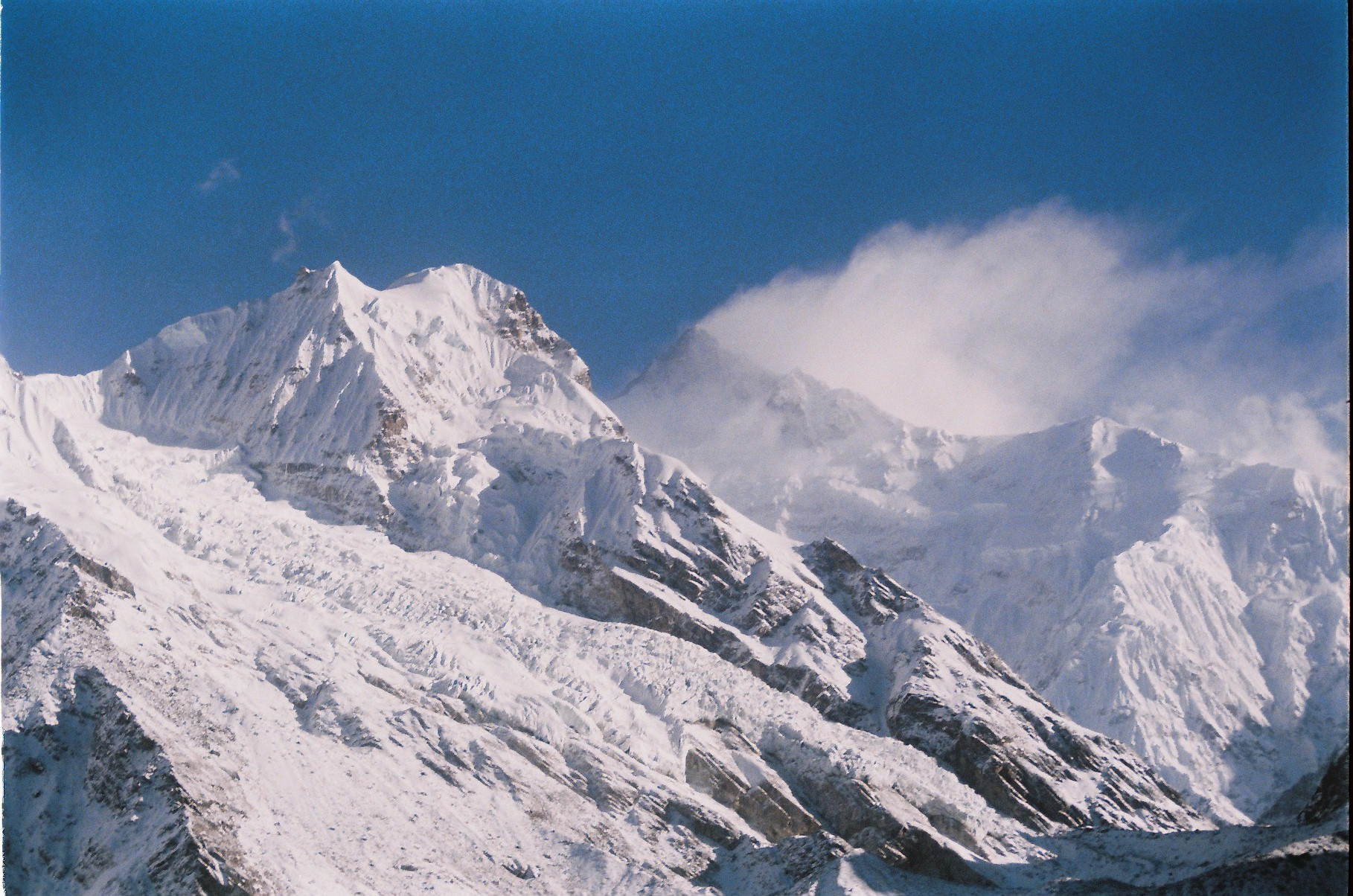
シッキムにあるヒマラヤ山脈は世界最高峰

ヒマラヤ山脈・ヒンドゥークシュ山脈・パトカイ山脈が一繋がりとなった弧状の褶曲山脈でユーラシア大陸から区切られた地域がインド亜大陸である。この山岳地帯は、ゴンドワナ大陸の一部が分離したインドプレートが移動してユーラシアプレートに衝突してはじまった造山運動により、中生代末から更新世（50万年前）にかけて形成されてきた。この山脈に連なる世界の最高峰級の山々は冷たい季節風を遮断し、モンスーンを生じてインドの気候を特徴付けている。この山地を水源地とする河川は肥沃なヒンドゥスターン平野を流れる。 生物地理学者はこの山地を、ユーラシアのほぼ全域にわたる温帯 旧北区と、インド亜大陸から東南アジア・インドネシアへと続く熱帯・亜熱帯インドマラヤ区という2大生態圏の境界とみなしている。歴史上この山脈は侵入者にとって障壁であった。
インドには最高点の標高が1,000mを超える山脈が次のように8つある。ヒマラヤ山脈は唯一万年雪を頂く。
1. アラーヴァリー山脈
2. 東ガーツ山脈
3. ヒマラヤ山脈
4. パトカイ山脈
5. ヴィンディヤ山脈
6. 西ガーツ山脈 (またはサーヤドリ山脈)
7. サトプラ山脈
8. カラコルム山脈

ヒマラヤ山脈には世界最高峰級の山々が連なる。この山脈はインド北東部で隣国との国境となる。またヒマラヤ山脈は世界でもっとも新しい山脈にあたる。西はジャンムー・カシミール州から東はアルナーチャル・プラデーシュ州に至り、50万平方kmの地域で標高が2,500mを超える。ヒマチャル・プラデーシュ州・ウッタルアーカンド州・シッキム州では行政区域のほとんどがこの山域にあるといってよい。ヒマラヤ山脈には標高7,000mを超える峰が多数あり、雪線はシッキム地方の6,000mからカシミール地方の3,000m位までと幅がある。確定したインド領の最高峰はシッキム州と隣国ネパールの国境にあるカンチェンジュンガである。ヒマラヤ山脈の峰の多くが万年雪を冠している。
シワリク丘陵あるいは小ヒマラヤは、ヒマラヤ山脈のインド側最前衛に中低山が連なったものである。ほとんどが岩稜で山稜としては新しいため、雨季には崖崩れが頻発する。在印ヨーロッパ人の避暑地はこの一帯に多い。山麓では亜熱帯気候だが高度が上がると高山気候になる。
インド東部のミャンマー国境にはパトカイ山脈（またはPurvanchal）がある。この山脈はヒマラヤと同じ造山活動で形成された。パトカイ山脈は円錐形の峰と急斜面、および深い谷が特徴である。この山脈はヒマラヤほどの高度はない。パトカイ山脈はPatkai-Bum、Garo–Khasi–Jaintia、Lushai hillsという3つの中・低山帯からなる。このうちGaro–Khasi山脈はメーガーラヤ州内にあり、モンスーンが吹き上げる南斜面のチェラプンジは世界でもっとも年間降水量が多いことで知られる。

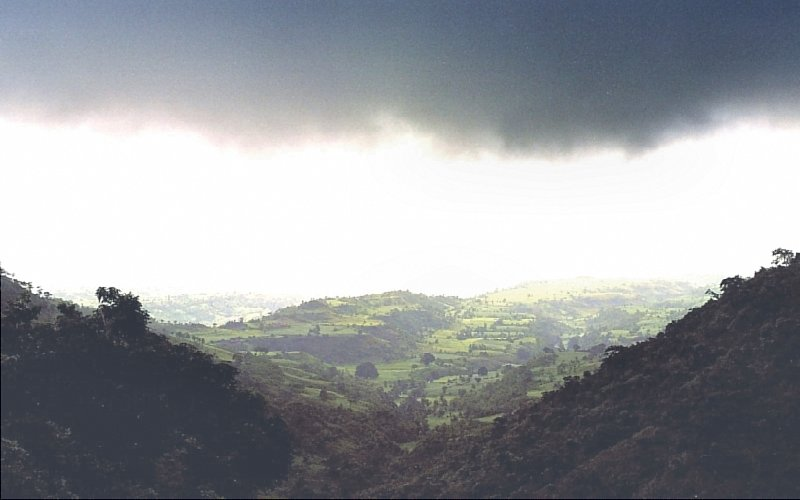
インド中央に連なるヴィンディヤ山脈

ヴィンディヤ山脈はインド中部にある総延長1,050kmの中低山帯で、山峰の平均標高は約3,000フィート（=914.4m）である(最高1113m）。この山脈は古アラーヴァリー山脈を造った残滓で形成されたといわれる。この山脈は 北インドと南インドの地理的境界になる。山脈はグジャラート州の東部マディヤ・プラデーシュ州との州境付近から隆起して東漸し、ガンジス川流域のミルザプール付近で消滅する。
サトプラ山脈はインド中部にある低山帯である。グジャラート州東部のアラビア海岸地方からマハーラーシュトラ州、マディヤ・プラデーシュ州を横断してチャッティースガル州で終わる。総延長は約900km、標高1,000mを超える峰は多数ある。北を流れるナルマダ川と南を流れるタプティ川が縁取る山域は細長い三角形をしている。この山脈と北側のヴィンディヤ山脈は並走しており、東西に走るこの2つの山脈が北のヒンドゥスターン平野と南のデカン高原の境界になっている。ナルマダ川はサトプラ山脈とヴィンディヤ山脈に挟まれた最深部を流れ、サトプラ山脈の北斜面を洗い流して西のアラビア海へと注ぎ込む。
アラーヴァリー山脈はインド西部のラージャスターン州を北東から南西に横断し、総延長は約500kmである。デリー近くのハリヤーナー州が北東端となりこの辺で山脈は途切れて低い独立峰や岩稜になる。最高峰は山脈のほぼ南西端でグジャラート州との州境付近にあるアブー山（標高1722m）である。この山脈はアラヴァリ=デリー造山運動と呼ばれる先カンブリア時代の地殻変動で生じたインド最古の山脈である。北西側のマルワルセグメントと南東側のブンデルカンドセグメントという、先史時代のセグメント2つがこの山脈で結合してインド剛塊を形成する。

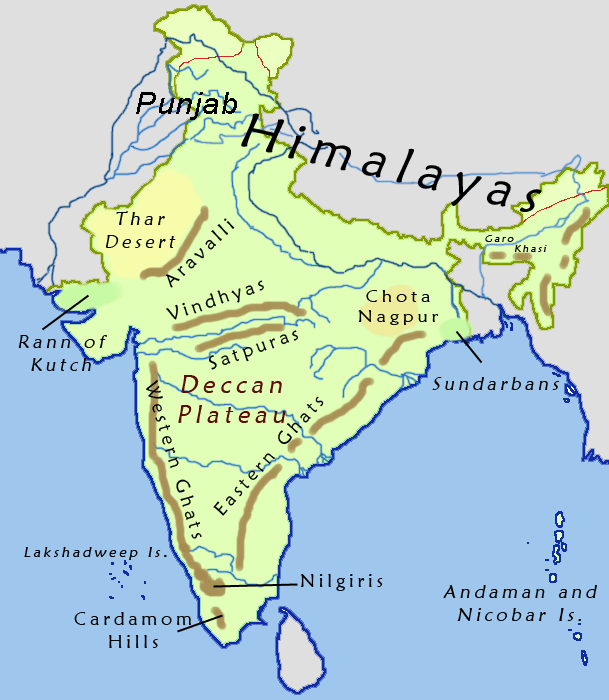
インドにある山脈、高原、丘陵

西ガーツ山脈（またはサーヤドリ山脈）はデカン高原の西縁に沿い、海岸線をわずかに残して高原地帯とアラビア海の境界をなす。グジャラート州とマハーラーシュトラ州の州境に近いタプティ川の左岸（南側）がこの山脈の北端であり、マハーラーシュトラ州、ゴア州、カルナータカ州、ケーララ州、タミル・ナードゥ州を南下してインド半島の最南端に達する。総延長は約1,600kmである。平均標高は約1,000mで、ケーララ州のカルダモン丘陵にあるアナイムディ山が最高峰（標高2,695m）である。この山脈はアラビア海とベンガル湾へ流入する河川を分ける分水界である。
東ガーツ山脈はインド南部にあり、ゴーダーヴァリ川・マハーナディー川・クリシュナ川・カヴェリ川という四つの河川によって寸断され不連続である。この山脈は、北は西ベンガル州からオリッサ州・アーンドラプラデーシュ州を経て南はタミル・ナードゥ州まで、ベンガル湾の海岸線に沿って連なる。西ガーツ山脈ほど標高は高くないが、1,000mを超える峰は複数ある。西ガーツ山脈と東ガーツ山脈はタミル・ナードゥ州のニルギリ丘陵で合流する。

### ヒンドゥスターン平野

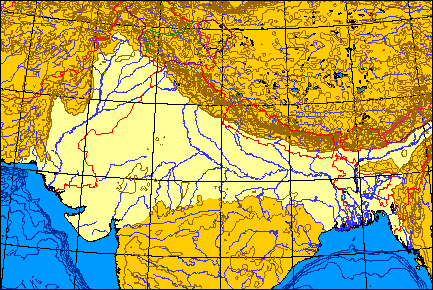
ヒンドゥスターン平野

ヒンドゥスターン平野はインダス川、ガンジス川、ブラフマプトラ川の3水系が生んだ広大な沖積地である。 それぞれヒンドゥークシュ山脈やヒマラヤ山脈に平行に流れ、西はジャンムー・カシミール州、東はアッサム州を源流にしてパンジャーブ州、ハリヤーナー州、ラージャスターン州の一部、ウッタル・プラデーシュ州、ビハール州、ジャールカンド州、西ベンガル州を貫流する。この平野の面積は約70万平方kmで、幅は数百キロメートルである。この水系を構成する主要河川はガンジス川、インダス川とその支流、ビアス川、ヤムナー川、ゴマティ川、ラーヴィー川、チャンバル川、サトレジ川、チェナブ川である。
この大平野を4地域に分割することもある。
- ババール・ベルトはヒマラヤ山麓に続く一帯で、河川流によって上流から運ばれた巨礫・中礫からなるこの地帯の間隙率は非常に高く河川は伏流水になる。ババール・ベルトは通常幅が狭く7-15kmである。
- テライ・ベルトは、ババール・ベルトのすぐ下流で比較的新しい沖積土からなる。ここで伏流水は地上に現れる。この地域は湿度が非常に高く密林になっている。一年を通じて雨量が多く野生生物の楽園である。
- バンガール・ベルトは比較的古い沖積土が形成した台地である。ヒンドゥスターン平野ではラテライトの堆積物に覆われている。
- カダール・ベルトはバンガール・ベルトの下流の低地帯である。河川が運んだ沖積土でできたもの。

ヒンドゥスターンベルトは多数の河川が運ぶシルトが堆積した、世界でもっとも広大な沖積平野である。平野は平坦で樹木が少なく運河による灌漑が容易である。この地域は地下水も豊富である。
この平野は世界でもっとも集約的に農業がおこなわれる地域である。主要作物は米や小麦で輪作をおこなう。その他トウモロコシ、サトウキビ、綿花の栽培も多い。またこの平野は世界で最も人口密度が高い地域にランクされる。

### タール砂漠

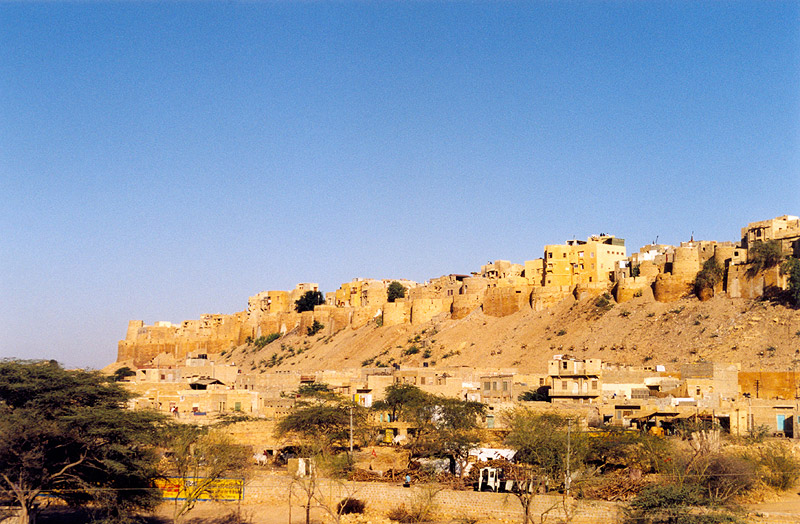
ラージャスターンにあるジャイサルメールはタール砂漠の中心に位置する。

タール砂漠は大インド砂漠とも呼ばれ、インド西部にある熱砂漠である。パンジャーブ州、ハリヤーナー州、ラージャスターン州、グジャラート州の4州にまたがり、総面積は約208,110平方キロメートルである。このうち61%はラージャスターン州にある。砂漠は国境を越えてパキスタンまで続き、チョリスタン砂漠とよばれる。砂漠は最西端の一部地域では砂の砂漠だが残りの地域では岩だらけである。
タール砂漠の成り立ちはよくわかっていない。ある地質学者は砂漠の歴史を4千年から1万年と見積もっているが、別の者はこの地域の不毛化はもっと昔に遡るという。この地域の温度差は極端で夏は摂氏45度以上、冬は氷点下になる。年間降雨量は最西端で120mm、東部で375mmである。降雨の少なさが目立つが、この一帯はそもそもベンガル湾のモンスーン（南西風）の通り道ではない。アラビア海からの南西風もアラーヴァリー山脈に遮られて沙漠に降雨をもたらさない。
不毛な地域の土壌は砂地かローム質である。その硬度や深度は地形によってさまざまである。低地のローム層は比重が大きく、粘土・炭酸カルシウム・石膏などからなる硬盤があろう。人口密度が低いためインドの他地域と比べると人口が与える環境への影響は少ない。

### 中央高地
中央高地は西部のマールワ高原・南部のデカン高原（インド半島の大半を占める）・東方ジャールカンド州一帯のチョーター・ナーグプル高原の3高原で構成される。

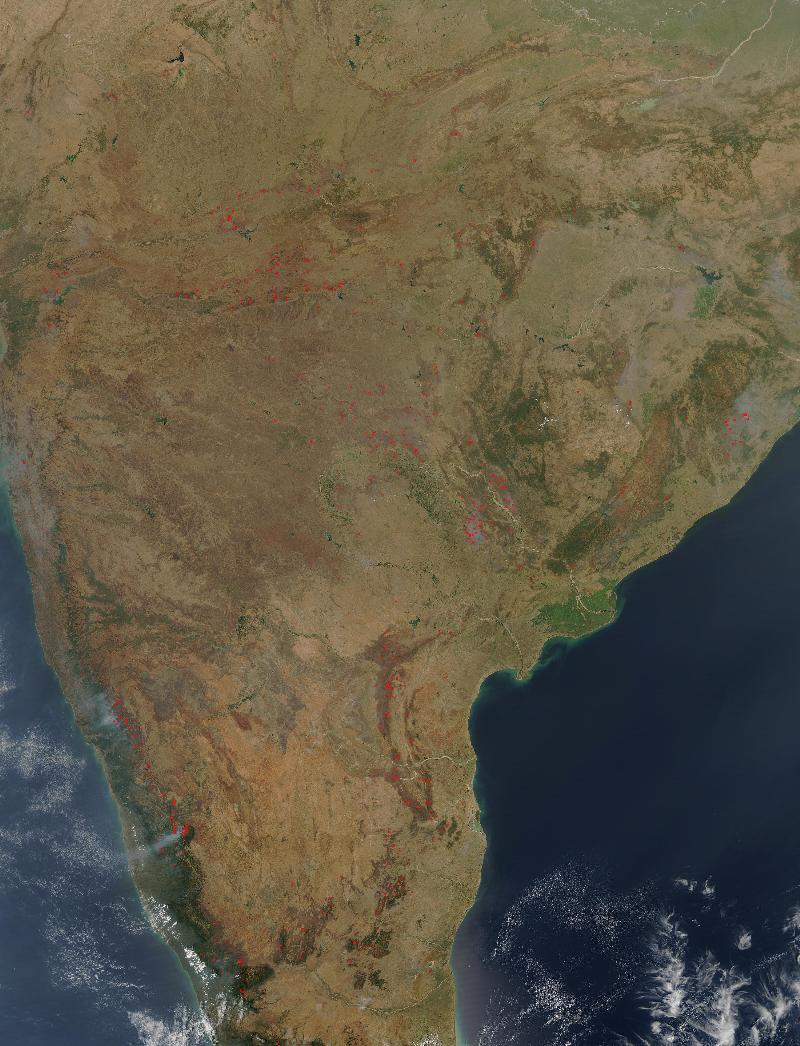
デカン高原の衛星写真

デカン高原は大きな三角形をしており、北辺はヴィンディヤ山脈、東西端はそれぞれ東ガーツ山脈・西ガーツ山脈である。総面積は190万平方km、ほぼ平坦で標高は300m-600mである。
『デカン』の名称はサンスクリット語で『南』を意味するdakshina に由来する。高原は西から東に緩く傾斜しており、ゴーダーヴァリ川・クリシュナ川・カヴェリ川・ナルマダ川などの河川がある。この高原は両ガーツ山脈の風下になるため半乾燥地帯である。植生は一部に落葉広葉樹林があるが、ほぼ全域を針葉低木林が覆う。夏の気候は暑く冬は暖かい。
チョーター・ナーグプル高原はインド東部の高原でジャールカンド州のほぼ全域とオリッサ州、ビハール州、チャッティースガル州の一部にまたがる。チョーター・ナーグプル高原の総面積は約65,000平方kmであるが、これを地域別（県と州都に対応）にラーンチー・ハザーリーバーグ・コーダルマーという3高原に細分化する。このうちラーンチー高原はもっとも広く、平均海抜は700mほどである。ほぼ全域がチョーター・ナーグプル乾燥落葉樹林という森林に覆われている。この高原は各種鉱物や石炭の埋蔵量が多い。
大インド半島に次いで大きな半島はグジャラート州のカティアーワール半島である。

### 東海岸
東海岸平野は東ガーツ山脈とベンガル湾に挟まれた細長い平野で、南はタミル・ナードゥ州から北は西ベンガル州まで広がる。マハーナディー川、ゴーダーヴァリ川、カヴェリ川、クリシュナ川などの河川の三角州はこの平野に大きな面積を占める。この地域はモンスーンの北東風と南西風の影響を受けて雨が多く、年間降雨量は1,000mm-3,000mmである。平野の幅は場所により異なるが100km-130kmである。
平野は次の6地域に分類することができる。マハーナディーデルタ地帯、アーンドラプラデーシュ南部平野、クリシュナ・ゴーダーヴァリデルタ地帯、カーニャクマーリ海岸、コロマンデル海岸、砂浜海岸。

### 西海岸

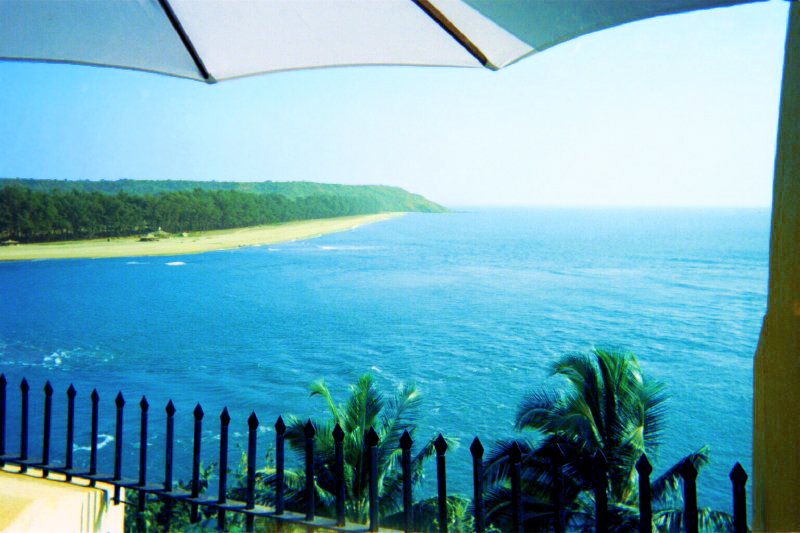
インド西海岸にあるゴアの海岸線

西海岸平野は西ガーツ山脈とアラビア海に挟まれた狭い地域である。北はグジャラート州から始まり、マハーラーシュトラ州、ゴア州、カルナータカ州、ケーララ州を縦断する。幅は場所によるが50km-100kmである。
小河川と沼沢が多く氾濫しやすい。西ガーツ山脈を水源地にアラビア海に流れる河川は流速が高く、一年を通じて水量が豊富である。河川が急流であるため三角州ではなく三角江ができやすい。アラビア海に流入する主要河川にはタプティ川・ナルマダ川・マンドヴィ川・ズアーリ川などがある。
この海岸は3地域で名称が違う。北部マハーラーシュトラ州とゴア州ではコンカン海岸、中部カルナータカ州ではカナラ海岸、南部ケーララ州ではマラバール海岸とよばれる。落葉樹が多いことはこの地域の植生の特徴である。マラバール海岸にはマラバール海岸湿潤林という珍しい生態圏がある。

### 島嶼
インドはラッカディブ諸島とアンダマン・ニコバル諸島という2島嶼を領有する。いずれもインド連邦政府が連邦直轄地として統治する。
ラッカディブ諸島は、ケーララ州の沖合200km-300kmのアラビア海に浮かぶ。12の環礁・3の珊瑚礁・5の小島からなる。このうち10島は有人である。アンダマン・ニコバル諸島は、北緯6度-14度、東経92度-94度に位置する。
ミャンマーの海岸から近いベンガル湾に572島が点在する。コルカタから1,255km、ミャンマーの首都ヤンゴンから約500kmであり、至近のミャンマー領の島まで193kmである。
アンダマン諸島は、352kmの範囲に点在する204の群島である。ニコバル諸島は、アンダマン諸島の南に点在する22の島で総面積は1,841平方kmである。最高点はThullier山で標高642mである。インド最南端のインディラ岬は、このニコバル諸島にあり、インドネシアのスマトラ島まで189kmである。
インド半島の海岸に近い島で、主要なものは旧ポルトガル領のディーウ島、ムンバイ市街がありインド最大の人口を擁するサーシュティー島、ボンベイ港のエレファンタ島、アーンドラプラデーシュ州のシュリーハリコータ砂洲島がある。アッサム州のマジュリ島は、ブラフマプトラ川に浮かぶ巨大な中州である。

## 河川

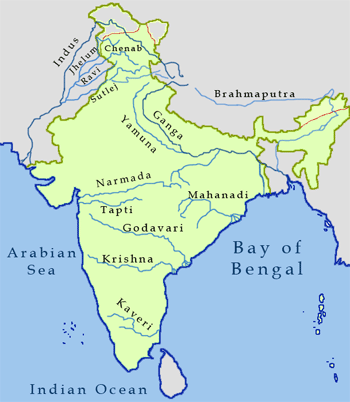
インドにおける河川

インドの主要河川は次の3分水界を水源地にする。
1. ヒマラヤ山脈・カラコルム山脈
2. ヴィンディヤ山脈・サトプラ山脈
3. 西ガーツ山脈

ヒマラヤ水系は氷河の融解水で年間を通じて水流がある。他の2水系はモンスーン次第で乾季には流量が極端に減少する。
12の河川を主要河川と分類し、その総流域面積は2,528,000平方km以上になる。
ヒマラヤからジャンムー・カシミール州を経てパキスタンへと流れるのはインダス川とその支流のビアス川・チェナブ川・ラーヴィー川・サトレジ川・ジェラム川である。
ガンジス・ブラフマプトラ・メガナ水系の流域面積は1,100,000平方kmでインド最大である。ガンジス川の源流はウッタラーカンド州のガンゴトリ氷河で、ヒンドゥスターン平野を南東へ流れたあとバングラデシュに入る。ヤムナー川とゴマティ川もヒマラヤ西部にはじまりヒンドゥスターン平野でガンジス川に合流する。ガンジス川の別の支流ブラフマプトラ川は水源地のチベットからインド最東端のアルナーチャル・プラデーシュ州に流入する。その後西に方向を変えバングラデシュでガンジス川に合流する。
ガンジス川のもうひとつの支流チャンバル川はヴィンディヤ・サトプラ分水界を水源に東へ流れる。この分水界から西に流れるのはナルマダ川とタプティ川であり、グジャラート州でアラビア海に流入する。東から西にアラビア海へと流れる河川水系はインドの河川の総流量の10%である。
西ガーツ山脈はデカン高原を流れるすべての河川の水源地である。主要河川はマハーナディー河口三角州を形成するマハーナディー川、ゴーダーヴァリ川、クリシュナ川、カヴェリ川などで、すべてベンガル湾に流入する。その総流量はインド全域の20%を占める。

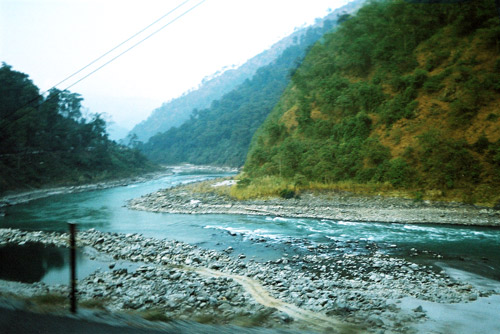
ベンガル北西部を潤すタプティ川

## 水域
主要な湾にはグジャラート州の東西にカンバト湾とカッチ湾が、タミル・ナードゥ州にマンナル湾がある。海峡にはインドとスリランカを隔てるポーク海峡、アンダマン諸島とニコバル諸島を隔てるテンディグリー海峡、アラビア海のラッカディブ諸島とアミンディヴィ諸島を隔てるナインディグリー海峡がある。岬にはインド半島の最南端コモリン岬（Kanniya kumari）、インド領の最南端インディラ岬、その他スリランカに近いラームセトゥ（ラーマの橋）、コロマンデル海岸のカヴェリ川河口デルタのカリメレ岬（Kodikkari）がある。アラビア海はインド半島の西に、ベンガル湾はインド半島の東に、インド洋はインド半島の南にあたる。
小規模な海域にはラッカディブ海やアンダマン海がある。珊瑚礁はアンダマン・ニコバル諸島、マンナル湾、ラッカディブ諸島、カッチ湾の4海域にみられる。
主要な湖沼には、オリッサ州にあるインド最大の塩水湖チルカ湖、アーンドラプラデーシュ州のKolleru湖、マニプル州のLoktak湖、ジャンムー・カシミール州のダル湖、ラージャスターン州のSambhar湖、ケーララ州のSasthamkotta湖がある。

## 湿地帯
湿地帯は水系と陸系の中間的存在で、地下水位が高く地表が薄ら水に覆われている。海岸線にあっては海波による侵食や土壌流出を防ぐ働きがあるので、熱帯性の暴風雨による破滅的被害を和らげる緩衝帯になる。インドの湿原生態系は冷涼性から乾燥性まで、またジャンムー・カシミール州のラダック地方からインド半島の高温高湿のものまで幅広く分布している。湿地帯のほとんどは直接・間接に河川と関係がある。1987年には政府湿原保護計画を策定し、71の湿原を保護対象に指定した。
マングローブ林は三角江や小河川、沼沢地など汽水域となるインドの海岸線のいたるところで見られる。インドのマングローブ林は総面積4,461kmで世界のマングローブ林の7%を占める。アンダマン・ニコバル諸島やガンジス河口のスンダルバンデルタ、カッチ湾、マハーナディー川、ゴーダーヴァリ川、クリシュナ川の河口デルタ地帯をはじめ、マハーラーシュトラ州、カルナータカ州、ケーララ州では広大なマングローブ林が見られる。
確認された湿地帯の多くはその全域または一部が保護区や国立公園に指定された。

### シュンドルボン

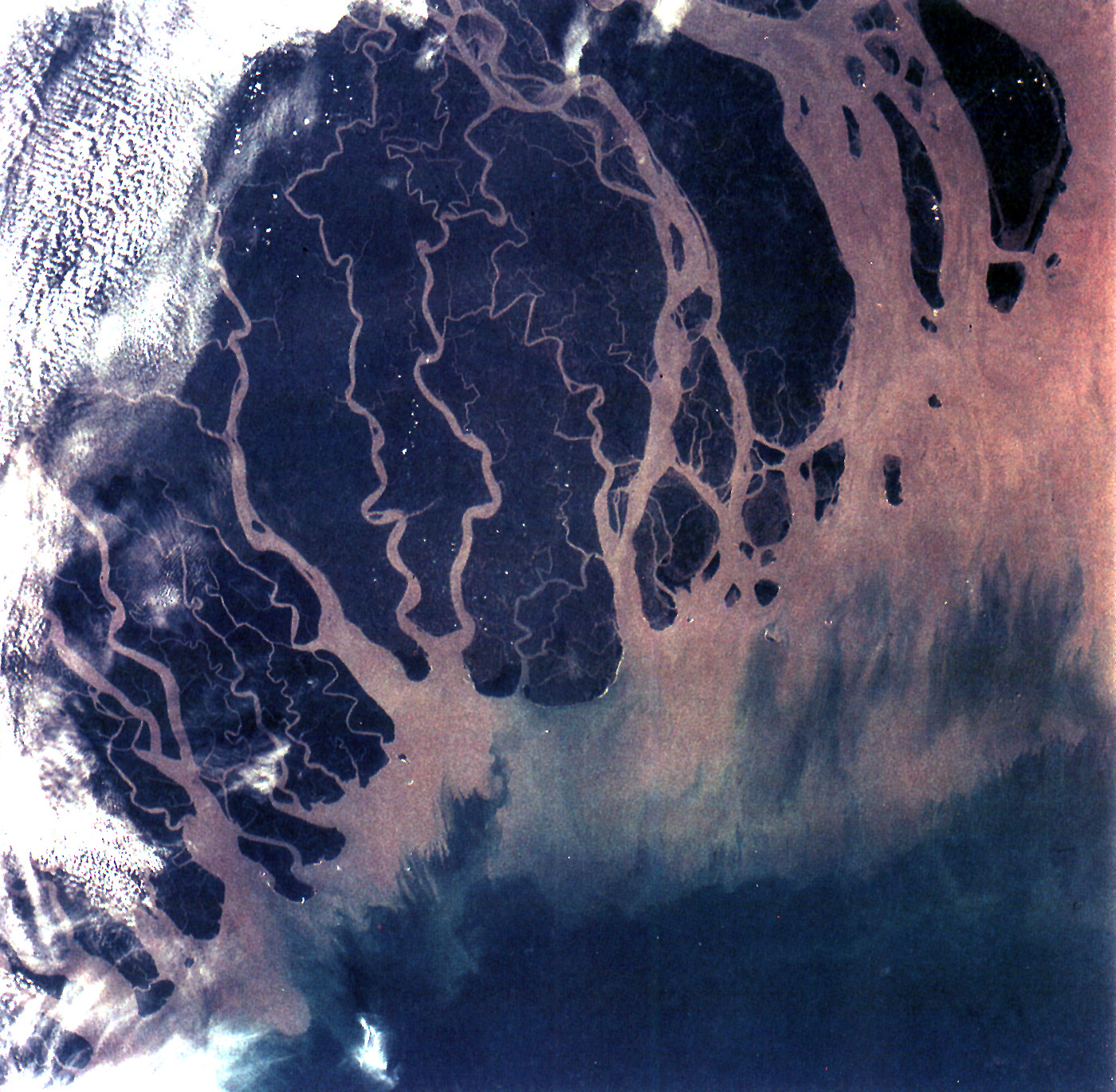
インドとバングラデシュに広がるガンジス川デルタ

シュンドルボンの河口デルタは世界最大のマングローブ林である。ガンジス川の河口にあり、バングラデシュからインドの西ベンガル州に亘って広がる。バングラデシュ側とインド側でそれぞれシュンドルボンとシュンドルボン国立公園としてユネスコの世界遺産に登録されているが、もとは一続きの密林である。スンダルバンは潮汐の水路となる汽水域と干潟、小島からなるマングローブ林であり、生態系の観察には最適である。
この一帯は豊かな動物相で知られる。有名なベンガルトラのほか鳥やヘビの種類は多く、ワニやシカも生息する。現在ベンガルトラは約400頭、シカは約3万頭が生息すると推計されている。

### カッチ湿地
カッチ湿地（Rann of Kutch）はグジャラート州とシンド州（パキスタン）にまたがる大汽水沼沢である。その名称にあるrannはヒンディー語で『汽水沼沢』を意味する。総面積は27,900平方kmである。
この一帯はもともとアラビア海底で、地殻変動により隆起して広大な汽水干潟になったらしいが、その後徐々にシルトが流入して通年干潟は姿を消した。現在、モンスーンの季節には膝の深さほどに水が溢れる沼沢地と化し、モンスーンの季節が終わると乾燥した土壌が現れる。

## 土壌
インドの土壌は、沖積土、黒土、赤土、ラテライト土、森林土、乾燥砂漠土、アルカリ塩土、泥炭有機土の8種類に分類される。このうちはじめの4種類が国土の80%を覆う。沖積土はインドでもっともふんだんに見られるが、これは数々の河川が運ぶシルトが細粒化したものである。沖積土は肥沃だが腐植土（有機土）や窒素が少ない。この土壌はひろくパンジャーブ地方からアッサム渓谷に至る大平野でみられる。
黒土はマハーラーシュトラ州、グジャラート州、マディヤ・プラデーシュ州のデカン洪水玄武岩地帯によくみられる。粘土の含有率が高く保水力に優れる。この特性から乾燥地農業に適し綿花や亜麻仁などが栽培される。
赤土は鉄分を多く含有し、タミル・ナードゥ州・カルナータカ高原・アーンドラ高原にみられる。アラーヴァリー山脈からチョーター・ナーグプル高原に至る高地帯では赤土がよく見られる。窒素・リン・腐植土（有機土）に乏しい。
ラテライト土は激しい降雨に見舞われる熱帯地方で形成される。激しい降雨が土壌表層の水溶性物質を洗い流すと、土壌中の鉄やアルミニウムの水酸化反応が進行してケイ酸が少ない赤色土壌が出現する。この土壌は西ガーツ山脈地域、東ガーツ山脈地域、北東州の高地など降水量が多い地域に見られる。
森林土はヒマラヤ山脈、西ガーツ山脈、東ガーツ山脈など山岳地帯の斜面に見られる。落葉や腐植土などに由来する有機質に富む。ここでは茶やコーヒーが栽培される。

## 気候
地理的に広大で地形も多様であるためインドの気候を一般化することはできない。ケッペンの気候区分によれば、インドは6つの気候区分で分割される。西部の乾燥砂漠気候、北部の高山性ツンドラ氷河気候、さらに南西部や島嶼部の雨林を涵養する湿潤熱帯気候まで幅広い。各地にそれぞれ局地的気候がある。国家的単位では次のような四季がある。冬（1-2月）、夏（3-5月）、モンスーン（または雨季：6-9月）、モンスーン明け（10月-12月）。モンスーン以外の季節を乾季とみることもできる。
インドの地理や地質は気候に大きく影響しているが、これは北のヒマラヤ山脈や北西のタール砂漠に顕著に見られる。厳寒期に中央アジアから南下する季節風はヒマラヤ山脈に遮られ、北インドに吹き降ろす頃には暖まり冬の寒さは厳しくない。夏には同じ事情でインドは暑くなる。北回帰線がインドの中央部を通過するが、気候的には国全体が熱帯地方とみるものもある。

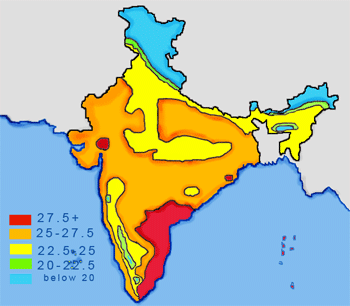
インド各地の平均気温

インドのほぼ全域で3月から5月は夏になる。内陸では日中の最高気温が40℃を超える。海岸部では30℃を超えて湿度が高い。タール砂漠では気温が45℃を超える。
夏に続いて南西モンスーンがインドのほぼ全域に雨を降らせる。雨雲はタール砂漠にできる低気圧がもたらす。ケララ海岸を季節風が渡る時がモンスーン入りとされ、例年6月1日頃になる。南西モンスーンはベンガル湾風とアラビア海風の二つに分類される。ベンガル湾風は北上すると6月上旬頃にはインド北東部に吹き始める。そしてデリーが雨季に入るのは例年6月29日頃である。アラビア海風が北上すると西ガーツ山脈の西側斜面に大量の雨を降らせる。7月上旬にはインドのほぼ全域が雨季に入る。
北インドでは8月、ケーララ州では10月にはモンスーンは終了する。モンスーン後の短い期間は穏やかな天気が続く。北部では11月に冬が始まる。
冬は北インドでは11月、南インドでは12月下旬にはじまる。インド半島の冬は、日中暖かく夜間は涼しい。北へ行くほど気温は下がる。平野の一部では氷点下になることがある。この時期北インドでは霧がかかりやすい。
インドのこれまでの最高気温は1955年にラージャスターン州アルワルで記録された50.6℃である。最低気温はカシミール州で記録された-45℃である。近年オリッサ州で計測されたという55℃はインドの気象当局により疑問が呈されている。

## 地質年代

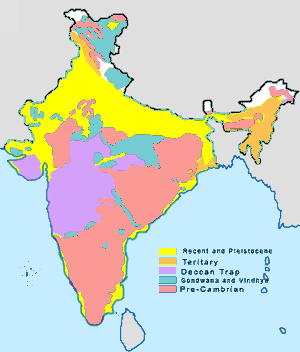
インドの地質学的区分 更新世以降に形成（黄緑）、第三紀に形成（黄）、中生代白亜紀末から新生代第三紀初期に及ぶデカントラップ（薄紫）、先カンブリア代を主とし一部が二畳紀と三畳紀に由来するゴンドワナ地域とビンドヤ山地（濃緑）、先カンブリア代に形成（紫）

ヒマラヤ山脈はインド=オーストラリアプレートの一部とユーラシアプレートが衝突した結果生じたものである。この衝突は現在も進行中で山脈は毎年1cm隆起し続けている。インドには地質学的年代の全時代にわたる地層が見られるが大部分の基盤となるのは25億年前に出来た片麻岩と花崗岩で、この時はパンゲアの一部としてアフリカ大陸にあった。1億6千万年前のジュラ紀にパンゲアの分裂でゴンドワナ大陸が生じ、1億2千5百万年前の白亜紀にインド亜大陸がマダガスカルと共に分裂、9千万年前にさらにマダガスカルから分裂し北上移動を始め、1千万年前にはほぼ現在位置に達したとプレートテクトニクスは推定する。
インドの地質を形成年代によって分類すると以下のようになる。
先カンブリア時代のクダッパ・ヴィンディヤ系地層の形成は東部・南部州に広くみられる。この時代の地層は西部・中央州にもわずかにみられる。
古生代のカンブリア紀・オルドビス紀・シルル紀・デボン紀に形成された地層はジャンムー・カシミール州やヒマチャルプラデーシュ州のヒマラヤ山脈西部にみられる。
石炭紀・ペルム紀および中生代三畳紀・ジュラ紀の地層はヒマラヤ山脈西部で見られる。ジュラ系地層はラージャスターン州でもみられる。
デカントラップはデカン高原で総面積50万平方kmを占める溶岩台地で、中生代白亜紀以後の火山活動と地塊運動により形成された。トラップの土壌は黒色で農耕に適している。
新生代第三紀の地層はマニプール州とナガランド州の一部とアルナーチャル・プラデーシュ州のヒマラヤベルト地帯で見ることができる。白亜系はインド中部のヴィンディヤ山脈とヒンドゥスターン平野の一部でみられる。
このゴンドワナ系地層はヴィンディヤ山脈とサトプラ山脈に挟まれたナルマダ川流域でもみられる。始新世の地層はヒマラヤ山脈西部とアッサム州でみられる。漸新世の地層はグジャラート州のカッチ地方とアッサム州でみられる。
更新世の地層はインド中央部でみられる。鉱物資源に恵まれ褐炭、鉄鉱石、マグネシウム、ボーキサイトが豊富である。アンダマン・ニコバル諸島はこの時代の火山活動で形成されたと考えられている。

## 天然資源
インドは天然資源に恵まれている。国土の56%が耕作可能であるほか、地下資源も石炭（世界第4位の埋蔵量）、鉄鉱石、マンガン、雲母、ボーキサイト、チタン鉱石、クロム、天然ガス、ダイアモンド、石油、石灰石などがある。ケーララ州の海岸沿いにはトリウム鉱脈があるが、採算ベースに見合う世界のトリウム資源の24%を埋蔵する。
石油はマハーラーシュトラ州とグジャラート州の沖合で生産されており、ラージャスターン州とアッサム州で油田が確認されているが、国内需要の40%を満たすのみである。アーンドラプラデーシュ州の沖合では天然ガス田が相次いで発見されている。アーンドラプラデーシュ州にはウラン鉱が、カルナータカ州には金鉱がある。

## 自然災害

インドにおける自然災害

インドでは自然災害により多くの人命と財産が失われてきた。旱魃・突発的洪水・サイクロン・崖崩れ・集中豪雨による土砂崩れ・豪雪が脅威である。これ以外には夏に頻発する砂塵嵐があるが、これは北部で発生して南部まで移動しながら乾燥地方の砂塵を大量に撒き散らし、北インドを中心に深刻な被害を与える。霰もインド各地で発生し、収穫前のコメやコムギに深刻な打撃となる。
小ヒマラヤでは地滑りが多発する。この地域の山稜は地質が新しく不安定であるため地滑りしやすい。西ガーツ山脈の一部地域でも地滑りが多発する。カシミール州・ヒマチャルプラデーシュ州・シッキム州では崖崩れが発生しやすい。洪水はインドでもっともよく知られた自然災害である。モンスーンの南西風が大量の雨をもたらし、 ブラフマプトラ川や他の河川が急激に増水しては頻繁に流域にあふれ出し、付近一帯を水没させる。洪水は天然の灌漑と土壌の肥沃化をいう恩恵をもたらすが、千を超える生命と数百万人の住居を奪う一面もある。季節外れの豪雨も災害を起こし農作物に被害を与える。洪水はインドのほぼ全域で発生し、インド中央部では鉄砲水や集中豪雨などがここ数十年間で増加傾向にあるが、これは偶然にも気温の上昇と軌を一にしている。一方ほどよい雨を降らせる気圧配置の頻度は低下しており、平均年間降水量にはあまり変化がない。
赤道低圧帯で発生するサイクロンは海岸地方に大きな被害をもたらす。サイクロンの大雨・高潮・強風により被災地はしばしば孤立し救援や補給を断たれる。北インド洋では4月から12月がサイクロンの季節で、5月から11月にかけて活動が活発化する。例年、風速63km/h（17.5m/s）以上のサイクロンが約8個発生し、うち約2個が風速117km/h（32.5m/s）以上の強いサイクロンに発達する。毎年のように勢力の強い（カテゴリー3以上）サイクロンが発生するが、被害や死亡者数では1999年10月29日にオリッサ州を襲った超大型のサイクロンは20世紀末の四半世紀で最悪のものである。
インドの農業は農業用水をモンスーンに大きく依存している。インドの一部地域ではモンスーンの異常で水が不足すると、穀物収穫量が平年を下回る。マハーラーシュトラ州の南部と東部、カルナータカ州北部、アーンドラ・プラデーシュ州、オリッサ州、グジャラート州、ラージャスターン州など旱魃が頻発する地域では収量減少もしばしば起きる。過去に旱魃は周期的に起こりたびたびインドは大規模飢饉に襲われた。1770年のベンガル飢饉では旱魃地帯の人口の3分の1、1876年-1877年飢饉では500万人以上、1899年の飢饉で450万人以上、1943年のベンガル飢饉では500万人以上が飢餓とこれに起因する病気で死亡した。
インドの地震多発地帯を調査した結果、地球表面のプレート運動がヒマラヤベルトや北東インドで毎年のように発生する地震の原因であることがわかった。インドの気象当局はインド全域を地震の危険度（頻度・強度）別に分類し、この地域を最も危険度が高い『第V地域』に分類した。またグジャラート州のカッチ地方やマハーラーシュトラ州のコイナ付近を危険度が高い『第IV地域』に分類した。その他の地域の地震発生の危険度は中ないし低程度である。
2004年のスマトラ沖地震による津波はアンダマン・ニコバル諸島とインド東海岸を襲い、推計1万人の死者を出した。
火山はすべてアンダマン諸島にある。活火山はバレン島にひとつあり、2005年5月に噴火した。その他ナルコンダム山という休火山、バラタン島の泥火山がある。